# The Wild Life
The Wild Life ist das 1992 veröffentlichte zweite Studioalbum der US-amerikanischen Hard-Rock-Band Slaughter. Es stieg auf Platz 8 der US-amerikanischen Album-Charts ein.

## Hintergrund
Die Band hatte 1990 ihr Debütalbum vorgelegt und damit großen Erfolg gehabt: Stick It to Ya erreichte Platz 18 der Billboard 200 und wurde mit Doppel-Platin ausgezeichnet. Die Singles Up All Night und Fly to the Angels platzierten sich in den Top 40 der US-Charts und Slaughter schaffen es mit acht Videos auf Platz 1 der MTV-Charts. 1991 nahm die Band das Lied Shout it Out auf, das für den Soundtrack zum Film Bill & Ted’s verrückte Reise in die Zukunft verwendet wurde, aber nicht auf The Wild Life erschien.
The Wild Life wurde von Dana Strum und Mark Slaughter produziert und erschien am 21. April 1992. Im Verlauf der Jahre 1992 und 1993 wurden insgesamt fünf Singles aus dem Album ausgekoppelt: Real Love, Out for Love, Dance for me Baby, (alle 1992), Days Gone By und Reach for the Sky (beide 1993), aber lediglich Real Love konnte überhaupt einen Charterfolg verbuchen.

## Titelliste
1. "Reach for the Sky" (Slaughter, Strum) – 5:30
2. "Out for Love" (Slaughter, Strum) – 3:31
3. "The Wild Life" (Slaughter, Strum) – 3:24
4. "Days Gone By" (Slaughter, Strum) – 4:34
5. "Dance for Me Baby" (Slaughter, Strum) – 3:20
6. "Times They Change" (Slaughter, Strum) – 7:07
7. "Move to the Music" (Slaughter, Strum) – 4:37
8. "Real Love" (Slaughter, Strum) – 3:40
9. "Shake This Place" (Slaughter, Strum) – 3:36
10. "Streets of Broken Hearts" (Slaughter, Strum) – 4:39
11. "Hold On" (Slaughter, Strum) – 3:55
12. "Do Ya Know" (Slaughter, Strum) – 6:25
13. "Old Man" (Slaughter, Strum) – 5:26
14. "Days Gone By" (akustische Instrumentalversion) (Slaughter, Strum) – 3:25

## Rezeption
Frank Albrecht schrieb für Rock Hard, Slaughters „schrecklicher Beitrag zum Soundtrack“ zu "Bill And Ted's Bogus Journey" hätte „Schlimmes erahnen“ lassen, doch „schon der Opener 'Reach For The Sky'“ fege „alle Befürchtungen vom Tisch“. Die Band sei „nicht verweichlicht“, die Gitarren seien „fett, hart und laut, Tralala-Refrains“ gebe es nur äußerst selten. Stattdessen dominiere „erdiger, riffbetonter Heavyrock mit einer gewissen Portion Partyfeeling“. Außerdem gebe er „natürlich auch wieder zwei herrliche Balladen,“ die „hervorragend geeignet für gemütliche Stunden zu zweit“ seien. Das „einzige Problem an dieser Scheibe“ sei „die überlange Spielzeit von 63 Minuten“, die für den einen oder anderen „Lückenfüller“ verantwortlich sei. Ansonsten könnten Tracks wie 'Out For Love', das „atmosphärische“ 'Real Love', die „Mitgrölnummer“ 'Do Ya Know' oder „das alles überragende Titelstück absolut überzeugen“. Albrecht moniert zwar das Fehlen sogenannter „Überhämmer wie etwa 'Up All Night' oder 'Fly To The Angels,'“ stellt aber fest, "The Wild Life" sei „doch ein kompaktes, ehrliches Album geworden, das sich seine acht Punkte redlich verdient“ habe.
The Wild Life war kommerziell erfolgreicher als das Debütalbum der Gruppe: Es stieg auf Platz 8 der Billboard 200 ein und hielt sich 23 Wochen in der Hitliste, erreichte Platz 37 in der Schweiz und Platz 64 in Großbritannien. Die Single Real Love schaffte es bis auf Platz 69 der US-Single-Charts.